# Chaetogeoica yunlongensis
Chaetogeoica yunlongensis är en insektsart. Chaetogeoica yunlongensis ingår i släktet Chaetogeoica och familjen långrörsbladlöss. Inga underarter finns listade i Catalogue of Life.